# Scapheremaeus pundamiliaensis
Scapheremaeus pundamiliaensis är en kvalsterart som beskrevs av Engelbrecht 1975. Scapheremaeus pundamiliaensis ingår i släktet Scapheremaeus och familjen Cymbaeremaeidae. Inga underarter finns listade i Catalogue of Life.